# ISO 22301
La norma ISO 22301 "Societal security -- Business continuity management systems --- Requirements" è una norma internazionale relativa alla gestione della continuità operativa, che definisce i requisiti necessari a pianificare, stabilire, attuare, rendere funzionante un sistema di gestione documentato, e per monitorare, mantenere attivo e migliorare in continuo il sistema di gestione finalizzato a proteggere, ridurre le possibilità di accadimento, preparare, dare risposte ed a ripristinare eventi destabilizzanti per un'organizzazione, quando questi abbiano a manifestarsi.

## Storia
La ISO 22301 è stata sviluppata dall'ISO/TC 223 Societal security, e pubblicata per la prima volta il 15 Maggio 2012.
L'ISO nell'anno 2014 ha scorporato queste attività dall'ISO/TC 223 e costituito lo specifico ISO/TC 292 Security and resilience.
UNI ha recepito la norma come UNI EN ISO 22301 Sicurezza della società - Sistemi di 
gestione della continuità operativa - Requisiti. L'edizione corrente è del 2019.

## Principali requisiti della norma
La ISO 22301 adotta lo schema "ISO High Structure Level (HSL)" in 10 capitoli nella seguente suddivisione:
- 1 Scopo
- 2 Norme di riferimento
- 3 Termini e definizioni
- 4 Contesto dell'organizzazione
- 5 Leadership
- 6 Pianificazione
- 7 Supporto
- 8 Attività operative
- 9 Valutazione delle prestazioni
- 10 Miglioramento

## Cronologia
| Anno | Descrizione             |  |
| ---- | ----------------------- |  |
| 2012 | ISO 22301 (1ª Edizione) |  |
| 2019 | ISO 22301 (2ª Edizione) |  |